# Лісіни (Рипінський повіт)
Лісіни (пол. Lisiny, нім. Rabenberg) — село в Польщі, у гміні Роґово Рипінського повіту Куявсько-Поморського воєводства.
Населення — 57 осіб (2011).
У 1975-1998 роках село належало до Влоцлавського воєводства.

## Демографія
Демографічна структура станом на 31 березня 2011 року:
|          | Загалом | Допрацездатний вік | Працездатний вік | Постпрацездатний вік |
| -------- | ------- | ------------------ | ---------------- | -------------------- |
| Чоловіки | 30      | 5                  | 24               | 1                    |
| Жінки    | 27      | 7                  | 13               | 7                    |
| Разом    | 57      | 12                 | 37               | 8                    |